# Salle 45
La Salle 45, jusqu'à fin 2015 Salle Phönix, une salle de spectacles mayençaise située dans le quartier Mombach. Elle peut accueillir 3 000 personnes.
Une ancienne fabrique de wagons, construite en 1865 et reconstruite en 1949, a été reconvertie pour faire une salle de manifestation plus moderne disposant d’une surface de 5 000 mètres carrés. En 2005, le lieu est racheté par Matthias Becker. La grande salle pouvant accueillir 3 000 personnes ainsi que deux galeries sont à votre entière disposition pour l’organisation de vos manifestations en tous genres.
Exemple de réaffectation d'un lieu industriel en complexe culturel, le Phönixhalle comprend une salle de spectacle : la Grande Halle (salle polyvalente à capacité de jusqu'à 3 000 spectateurs debout).
Après avoir proposé une programmation variée (danse, musique, théâtre, arts plastiques), il est aujourd'hui spécialisé dans les concerts et les festivals de musique, dont le fameux Udo Jürgens, Helmut Lotti, Klaus Doldinger est BAP et l'incontournable Carnaval de Mayence.

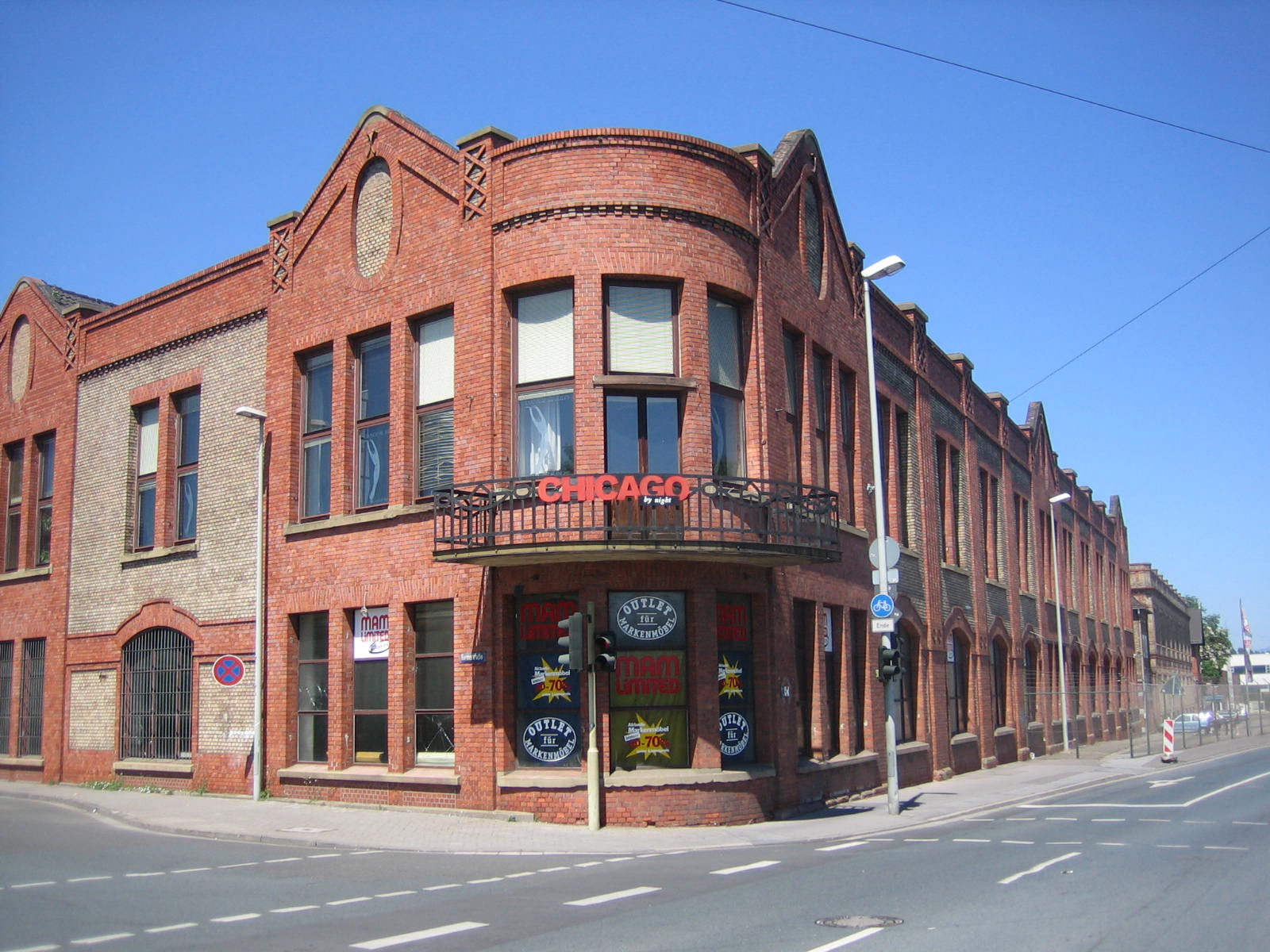
Balcon pour l’empereur à la Fabrication des Chaisses des frères Gastell

## Accès
- Station du transport en commun de Mayence autobus: Phönixhalle
- Tramway: Turmstraße
- Station chemin de fer: Waggonfabrik